# Begich Towers Condominium
Il Begich Towers Condominium è un edificio di Whittier, un piccolissimo centro abitato dell'Alaska.
La sua particolarità risiede nella vocazione polifunzionale della struttura che comprende sia gli appartamenti privati che i principali servizi urbani, a tal punto da concentrare circa un paio di centinaia di persone, ovvero quasi la totalità della popolazione di Whittier che ammonta a soli 217 abitanti e che, grazie alla concentrazione di tutti i maggiori servizi cittadini all'interno dell'edificio, può condurre la propria vita senza mai uscire dalla struttura.

## Storia
L'area di Whittier venne esplorata a partire dal 1943, durante la seconda guerra mondiale, quando venne scelta come luogo per realizzare un porto militare e una base logistica per l'esercito americano.
L'edificio fu progettato nel 1953 dall'ingegnere militare Anton Anderson per ospitare il quartier generale dell'US Army Corps of Engineers e i suoi relativi spazi abitativi e fu intitolato alla memoria del colonnello Walter William Hodge, comandante del 93° Engineer Regiment dell'Alcan Highway.
L'Hodge Building, era parte di un grande progetto che complessivamente comprendeva la realizzazione di altri dieci edifici analoghi a uso militare. Accanto a esso, infatti, nel 1957 venne realizzato anche il Buckner Building, al tempo definito il più grande edificio dell'Alaska. Malgrado l'ambizioso progetto, queste costruzioni furono le uniche due a essere realizzate e vennero utilizzate dall'esercito americano fino all'inizio degli anni sessanta.
Nel 1964, l'intera area fu colpita da un maremoto causato dal terremoto dell'Alaska, tuttavia i danni non furono ingenti e interessarono soprattutto il vicino Buckner Building che da allora venne abbandonato; l'Hodge Building invece venne trasformato in un edificio civile con svariate unità abitative, comprendente al suo interno anche la sede dei maggiori enti e servizi commerciali della piccola città.
Nel 1972 l'edificio venne intitolato alla memoria di Nicholas Joseph Begich, deputato del Congresso scomparso in un incidente aereo vicino ad Anchorage. 
Due anni dopo, in virtù della particolare funzione civile e sociale acquisita dall'edificio, lo stato dell'Alaska emanò un'apposita legge che nominò l'entità giuridica della Begich Towers Condominium Association of Apartment Owners Inc. gestore ufficiale dell'intera struttura. Tale documento stabilisce tuttora la suddivisione della proprietà e degli appartamenti elencando ogni unità, la sua metratura e la percentuale di partecipazione, definisce le aree comuni e stabilisce un Consiglio di Amministrazione.
Da allora il Begich Tower Condominium ospita complessivamente circa duecento abitanti, ovvero la quasi totalità dell'intera popolazione di Whittier che, grazie alla concentrazione di tutti i maggiori servizi all'interno dell'edificio, può condurre la propria vita senza mai uscirne. Per queste sue peculiarità la struttura può anche essere considerata come un piccolo esempio concreto di arcologia.

## Caratteristiche

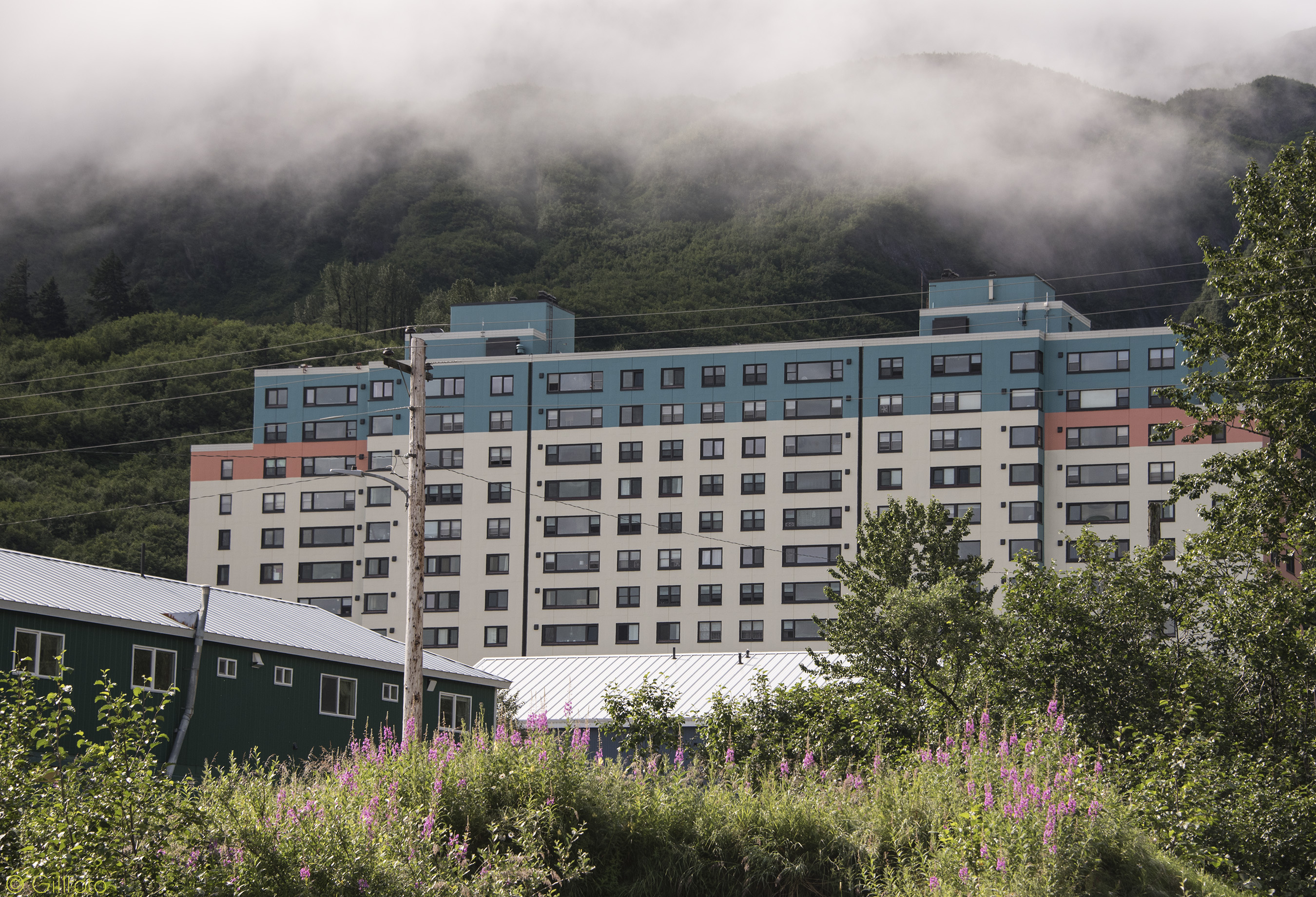
Veduta dell'edificio in estate

Completato nel 1957, l'edificio ha una pianta rettangolare e un tetto piano, si sviluppa su 14 piani ed è formato da tre moduli connessi tra loro. Tutti i prospetti hanno un aspetto uniforme e sobrio, con ampie finestre quadrangolari e il lato nord è caratterizzato da due moduli estroflessi che formano due torri a base quadrata a cui si deve il nome stesso della struttura. 
Al suo interno un ramificato insieme di corridoi e ascensori consente di raggiungere gli appositi locali adibiti alle molteplici attività senza la necessità di uscire dall'edificio.
La sua particolarità risiede nella sua vocazione polifunzionale, poiché al suo interno ospita ben 196 unità abitative ma anche le sedi dei fondamentali servizi della piccola città: l'ufficio postale, la scuola dell'infanzia, le scuole primarie, un liceo, l'ospedale, il commissariato di polizia locale, gli uffici comunali, una piccola chiesa Metodista ma anche un supermercato, una lavanderia automatica, un albergo, due sale convegni e un'area giochi con una piscina coperta.
Questa singolare concentrazione di attività e di abitazioni lo rende l'edificio più importante del piccolo centro urbano, conferendogli il nome di town under one roof; l'edificio infatti, ospitando più di 200 persone, concentra la quasi totalità della popolazione di Whittier che ammonta a 217 abitanti.